# Kansas City Chiefs 1969
La stagione 1969 dei Kansas City Chiefs è stata la decima e ultima della franchigia nell'American Football League. La stagione regolare si chiuse con un record di 11–3 fino alla vittoria per 23–7 nel Super Bowl IV sui favoriti Minnesota Vikings della NFL. La squadra in precedenza aveva battuto gli Oakland Raiders nella finale di lega, conquistando il terzo titolo AFL della sua storia. I Chiefs erano allenati da Hank Stram, guidati dal quarterback Len Dawson e potevano contare su una forte difesa trascinata a Bobby Bell, Willie Lanier, Buck Buchanan, Emmitt Thomas, Johnny Robinson and Curley Culp. Tale difesa divenne la quarta nella storia del football a guidare la lega in yard concesse, yard passate concesse e yard totali concesse. I Chiefs divennero la seconda squadra della AFL a vincere il Super Bowl e l'ultima prima della fusione AFL-NFL, avvenuta l'anno successivo. 
La stagione fu caratterizzata non solo dall'infortunio del quarterback Dawson ma anche sul suo presunto coinvolgimento in uno scandalo di scommesse sportive. La sua riserva Mike Livingston e la difesa dei Chiefs riportarono i Chiefs al Super Bowl, questa volta vincendolo.
Oltre al proprietario Lamar Hunt, nove futuri Hall of Famer furono membri dei Chiefs del 1969: il QB Len Dawson, i LB Willie Lanier e Bobby Bell, il DT Buck Buchanan, il DT Curley Culp, il CB Emmitt Thomas, la S Johnny Robinson, il K Jan Stenerud e l'allenatore Hank Stram.
Nel 2006, i  Kansas City Chiefs del 1969 furono classificati come i diciottesimi migliori vincitori della storia del Super Bowl dal documentario di NFL Network America's Game: The Super Bowl Champions. Nel 2007, ESPN.com classificò la difesa dei Chiefs del 1969 come la settima migliore della storia.
I Chiefs non avrebbero fatto ritorno, e vinto, il Super Bowl fino al 2019.

## Scelte nel Draft 1969
| Giro | Scelta | Ruolo            | Giocatore        | College         |
| ---- | ------ | ---------------- | ---------------- | --------------- |
| 1    | 23     | Defensive back   | Jim Marsalis     | Tennessee State |
| 2    | 48     | Running back     | Ed Podolak       | Iowa            |
| 3    | 76     | Tight end        | Morris Stroud    | Clark           |
| 4    | 101    | Centro           | Jack Rudnay      | Northwestern    |
| 5    | 126    | Linebacker       | Darian Steele    | Missouri        |
| 6    | 155    | Running back     | John Pleasant    | Alabama State   |
| 7    | 179    | Wide receiver    | Tom Nettles      | San Diego State |
| 8    | 204    | Tackle           | Clanton King     | Purdue          |
| 8    | 206    | Defensive back   | Maurice LeBlanc  | Louisiana State |
| 9    | 231    | Guard            | Dan Klepper      | Omaha           |
| 10   | 257    | Defensive tackle | John Spoonheimer | Cornell         |
| 11   | 282    | Defensive end    | Skip Wupper      | C.W. Post       |
| 12   | 309    | Linebacker       | John Lavin       | Notre Dame      |
| 13   | 335    | Guard            | Rick Piland      | Virginia Tech   |
| 14   | 360    | Defensive back   | Al Bream         | Iowa            |
| 15   | 388    | Offensive tackle | Leland Winston   | Rice            |
| 16   | 413    | Defensive back   | Eural Johnson    | Prairie View    |
| 17   | 438    | Defensive back   | Ralph Jenkins    | Tuskegee        |

## Roster
| Roster dei Kansas City Chiefs nel 1969 |
| --- |
| Quarterback - 16 Len Dawson - 12 Tom Flores - 10 Mike Livingston - 7 John Huarte - 15 Jacky Lee Running Back - 21 Mike Garrett HB - 38 Wendell Hayes - 45 Robert Holmes FB - 23 Paul Lowe - 14 Ed Podolak Wide Receiver - 25 Frank Pitts - 1 Noland Smith - 30 Gloster Richardson - 89 Otis Taylor Tight End - 84 Fred Arbanas - 32 Curtis McClinton - 81 Mickey McCarty Offensive Linemen - 71 Ed Budde G (L) - 60 George Daney G - 73 Dave Hill T (R) - 55 E.J. Holub C - 76 Mo Moorman G (R) - 65 Remi Prudhomme C - 77 Jim Tyrer T (L) Defensive Linemen - 87 Aaron Brown DE (R) - 86 Buck Buchanan DT (R) - 61 Curley Culp DT (L) - 82 Ed Lothamer DT - 75 Jerry Mays DE (L) - 74 Gene Trosch DE Linebacker - 78 Bobby Bell OLB (L) - 85 Chuck Hurston - 63 Willie Lanier MLB - 51 Jim Lynch OLB (R) - 66 Bob Stein Defensive Back - 24 Caesar Belser S - 46 Jim Kearney SS (L) - 40 Jim Marsalis CB (L) - 42 Johnny Robinson FS (R) - 20 Goldie Sellers CB - 18 Emmitt Thomas CB (R) Special Team - 44 Jerrel Wilson P - 3 Jan Stenerud K - 6 Warren McVea HB/KR - 22 Willie Mitchell CB/PR Lista delle riserve - 58 Jack Rudnay C - 88 Morris Stroud TE |
| Legenda - I rookie sono in corsivo. - Il primo ruolo è il principale mentre gli eventuali successivi indicano i ruoli secondari. - (IR) sta per Injured Reserve ed indica la lista ristretta per un solo giocatore infortunato che può tornare ad allenarsi dopo la settimana 6 e a rientrare in prima squadra dopo che questa ha giocato 8 partite. - (NF-Inj.) / (NF-Ill.) stanno rispettivamente per Non-Football Injured e Non-Football Illness ed indicano le liste dove viene inserito un giocatore che ha un infortunio o una malattia non dipendente dal football americano. - (PUP) sta per Physically Unable to Perform ed indica la lista dove viene inserito un giocatore mentre è in attesa di recuperare la condizione fisica. Nella stagione regolare dopo la sesta partita giocata dalla propria squadra, il giocatore ha tempo tre settimane per riprendere ad allenarsi, più tre settimane aggiuntive dal suo rientro agli allenamenti per rientrare in prima squadra. |

## Calendario

### Stagione regolare
| Stagione regolare |              |                       |           |        |                                 |         |
| Turno             | Data         | Avversario            | Risultato | Record | Stadio                          | Sintesi |
| 1                 | 14 ottobre   | at San Diego Chargers | V 27–9    | 1–0    | San Diego Stadium               | Recap   |
| 2                 | 21 settembre | at Boston Patriots    | V 31–0    | 2–0    | Alumni Stadium                  | Recap   |
| 3                 | 28 settembre | at Cincinnati Bengals | S 19–24   | 2–1    | Nippert Stadium                 | Recap   |
| 4                 | 5 ottobre    | at Denver Broncos     | V 26–13   | 3–1    | Mile High Stadium               | Recap   |
| 5                 | 12 ottobre   | Houston Oilers        | V 24–0    | 4–1    | Municipal Stadium               | Recap   |
| 6                 | 19 ottobre   | Miami Dolphins        | V 17–10   | 5–1    | Municipal Stadium               | Recap   |
| 7                 | 26 ottobre   | Cincinnati Bengals    | V 42–22   | 6–1    | Municipal Stadium               | Recap   |
| 8                 | 2 novembre   | at Buffalo Bills      | V 29–7    | 7–1    | War Memorial Stadium            | Recap   |
| 9                 | 9 novembre   | San Diego Chargers    | V 27–3    | 8–1    | Municipal Stadium               | Recap   |
| 10                | 16 novembre  | at New York Jets      | V 34–16   | 9–1    | Shea Stadium                    | Recap   |
| 11                | 23 novembre  | Oakland Raiders       | S 24–27   | 9–2    | Municipal Stadium               | Recap   |
| 12                | 27 novembre  | Denver Broncos        | V 31–17   | 10–2   | Municipal Stadium               | Recap   |
| 13                | 7 dicembre   | Buffalo Bills         | V 22–19   | 11–2   | Municipal Stadium               | Recap   |
| 14                | 13 dicembre  | at Oakland Raiders    | S 6–10    | 11–3   | Oakland–Alameda County Coliseum | Recap   |

### Playoff
| Playoff            |             |                    |           |        |                                 |         |
| Turno              | Data        | Avversario         | Risultato | Record | Stadio                          | Sintesi |
| Divisional Playoff | 20 dicembre | at New York Jets   | V 13–6    | 1–0    | Shea Stadium                    | Recap   |
| AFL Championship   | 4 gennaio   | at Oakland Raiders | V 17–7    | 2–0    | Oakland–Alameda County Coliseum | Recap   |
| Super Bowl IV      | 11 gennaio  | Minnesota Vikings  | V 23–7    | 3–0    | Tulane Stadium                  | Recap   |

### Super Bowl
| Super Bowl IV |        |         |           |         |        |                                                                                     |           |           |
| Quarto        | Tempo  | Squadra | Drive     | Drive   | Drive  | Info sulla marcatura                                                                | Punteggio | Punteggio |
| Quarto        | Tempo  | Squadra | Lunghezza | Giocate | Durata | Info sulla marcatura                                                                | MIN       | KC        |
| 1             | 8'08"  | KC      | 44        | 8       | 4'06"  | FG: Jan Stenerud 48 yard                                                            | 0         | 3         |
| 2             | 1'40"  | KC      | 55        | 8       | 4'48"  | FG: Jan Stenerud 32 yard                                                            | 0         | 6         |
| 2             | 7'08"  | KC      | 27        | 4       | 2'13"  | FG: Jan Stenerud 25 yard                                                            | 0         | 9         |
| 2             | 9'26"  | KC      | 19        | 6       | 1'47"  | TD: Mike Garrett corsa da 5-yard (Jan Stenerud punto addizionale)                   | 0         | 16        |
| 3             | 10'28" | MIN     | 69        | 10      | 4'34"  | TD: Dave Osborn corsa da 4-yard (Fred Cox punto addizionale)                        | 7         | 16        |
| 3             | 13'38" | KC      | 82        | 6       | 3'10"  | TD: Otis Taylor passaggio da 46-yard da Len Dawson (Jan Stenerud punto addizionale) | 7         | 23        |

## Classifiche
| AFL Western Division |    |   |   |      |     |     |     |     |
|                      | V  | S | P | %    | DIV | PF  | PS  | STR |
| Oakland Raiders      | 12 | 1 | 1 | .923 | 7–1 | 377 | 242 | V6  |
| Kansas City Chiefs   | 11 | 3 | 0 | .786 | 5–3 | 359 | 177 | S1  |
| San Diego Chargers   | 8  | 6 | 0 | .571 | 2–6 | 288 | 276 | V4  |
| Denver Broncos       | 5  | 8 | 1 | .385 | 3–5 | 297 | 344 | V1  |
| Cincinnati Bengals   | 4  | 9 | 1 | .308 | 3–5 | 280 | 367 | S5  |

Nota: I pareggi non venivano conteggiati ai fini della classifica fino al 1972.

## Premi
- Len Dawson:

MVP del Super Bowl